# Tommy Potter
Tommy (Charles Thomas) Potter, född 21 september 1918  i Philadelphia, död 1 mars 1988, var en amerikansk jazzbasist.
Potter var med i Charlie Parkers "klassiska kvintett" med Miles Davis, mellan 1947 och 1950. Han hade han spelat med Parker redan 1944, i Billy Eckstine band med Dizzy Gillespie, Lucky Thompson och Art Blakey.
Potter deltog inspelningar med många andra framstående jazzmusiker, bland annat Earl Hines, Artie Shaw, Bud Powell, Count Basie, Sonny Rollins, Stan Getz, Max Roach, och Buck Clayton. Han spelade med i den orkester som Charlie Parker turnerade med i Sverige på 50-talet.